# Helina nivaloides
Helina nivaloides este o specie de muște din genul Helina, familia Muscidae, descrisă de Albuquerque în anul 1956. Conform Catalogue of Life specia Helina nivaloides nu are subspecii cunoscute.